# Estació de Balmes
Balmes és una estació de tramvia en projecte que se situarà a l'Avinguda Diagonal entre les cruïlles dels carrers Aribau i Balmes. Disposarà de doble andana lateral i s'executarà pel projecte d'unió del Trambaix i el Trambesòs per l'Avinguda Diagonal.
Els treballs d'aquesta secció entre Francesc Macià i Verdaguer es realitzarien en una fase posterior al tram entre Glòries i Verdaguer.
| Tram de Barcelona               |          |       |          |                        |                    |
| Procedència/Destinació          | <        | Línia | >        | Procedència/Destinació |                    |
| Projectat                       |          |       |          |                        |                    |
| Bon Viatge                      | Casanova |       | Diagonal | Port de Badalona ?     | Port de Badalona ? |
| Hospital Sant Joan Despí \| TV3 | Casanova |       | Diagonal | Port de Badalona ?     | Port de Badalona ? |
| Quatre Camins                   | Casanova |       | Diagonal | Glòries ?              |                    |